# Bunium rectangulum
Bunium rectangulum är en flockblommig växtart som beskrevs av H.Wolff. Bunium rectangulum ingår i släktet jordkastanjer, och familjen flockblommiga växter. Inga underarter finns listade i Catalogue of Life.